# 276-я стрелковая дивизия (1-го формирования)
276-я стрелковая дивизия (1-го формирования), (276 сд) —пехотное соединение (стрелковая дивизия) РККА в годы Великой Отечественной войны, воевала в составе 51-й и 44-й армий, участвовала в Крымской оборонительной операции понесла потери, сократившись до полка. Пополнена. В составе Крымского фронта в ходе Керченской оборонительной операции была разгромлена, остатки частей переправлены на Тамань. Расформирована.

## История

### Формирование
Формировалась по постановлению № ГКО-207сс от 19 июля 1941 «О формировании новых дивизий». Командир - полковник Ульянов Николай Алексеевич. К 30 июля 1941 года дивизия находилась в Орловском ВО, дислокация Обоянь.

### Крымская оборонительная операция
Прибыв в Крым части дивизии заняли оборону на севере Крыма на Чонгарском полуострове и Арабатской стрелке. На Чонгарском полуострове и Арбатской стрелке были построены противотанковый ров, надолбы с рядами колючей проволоки в 6—8 рядов, было проведено минирование местности.
П. И. Батов писал: «Оборону здесь держала, как я уже говорил, 276-я стрелковая дивизия, сформированная в Чернигове уже после начала войны; больше половины бойцов в ней в возрасте за тридцать лет, не обученных как следует ведению боя. Как-то раз генерал И. С. Савинов откровенно сказал мне, что порой просто теряется из-за того, что люди ещё не умеют по-настоящему с винтовкой обращаться, а большинство командиров — из запаса, без опыта командования. Помочь ему было невозможно, в это время в командирских кадрах до крайности нуждалась осажденная Одесса, и управление 51-й армии, отрывая от себя, посылало их туда. Самого комдива я знал как высококвалифицированного штабного работника. Позже, в ноябре и декабре 1941 года, на Тамани, когда я принял командование 51-й армией, генерал И. С. Савинов служил у нас заместителем начальника армейского штаба.. … Это был очень опытный штабной работник, но командовать дивизией ему, видимо, было тяжело».
К 11 сентября 1941 года оборона 9-й армии против днепровского плацдарма 11-й армии развалилась и части 9-й и 18-й армий стали отступать к Мелитополю. Моторизованная дивизия SS «Адольф Гитлер» к 15 сентября прорвалась к позициям дивизии на Чонгарском полуострове и овладела станцией Сальково. Части противника вышли к Арабатской стрелке. Необстрелянные части 276-й дивизии не смогли оказать стойкого сопротивления. Один батальон оказался отрезан несколько севернее станции Новоалексеевка и вел бой в окружении. Подразделения подверглись атаке, ещё не закончив строительство оборонительных рубежей. В Новоалексеевке ещё рыли окопы. Батальон принял бой в невыгодных условиях, несколько дней отбивался от автоматчиков и танков противника, прорваться на юг на Чонгар не смог и его остатки отошли на восток к частям 9-й армии. Вечером 18 сентября 1941 года была предпринята контратака на выручку батальона. Однако атака в сумерках неопытными подразделениями оказалась неудачной и была отменена. Сальково вернуть не удалось. Из донесений дивизии SS «Лейбштандарт A.Г.»: «…захвачено 1087 пленных, в основном из 276-й дивизии, из них 873-й СП 254 человека и 3 лейтенанта, 876 СП 3 лейтенанта, 51-я дивизия 348-й СП 201 человек лейтенант и младший лейтенант.».
К. М. Симонов бывавший на переднем крае дивизии в августе 1941 года писал: "По настроению людей кругом нас чувствовалось, что это их первый бой, что, совсем еще не обстрелянные, они, в сущности, не знают, что делать, хотя готовы сделать все, что им прикажут. Было очевидно, что идти с ними сейчас на Сальково — значит рисковать батальоном без всякой реальной надежды встретиться в эту глухую ночь с нашим другим батальоном, оставшимся где-то там, позади немцев, и, вообще говоря, неизвестно куда двинувшимся после этого, потому что никакой связи с ним не было: Сальково выходило за пределы нашей системы укреплений на Чонгарском перешейке.... ... В штаб дивизии мы вернулись уже за полночь. Здесь нас встретил генерал Савинов. Он все признавал: что не вовремя наступали, что опоздали, что не дошли, что теперь отходим обратно, — но все это в его устах звучало так, словно так оно и должно было быть, что ничего другого и не могло произойти. Зато когда он повез Николаева на ночлег в деревню, то здесь проявил величайшую организованность".
«Выведенная в район обороны с крайним опозданием, дивизия не успела освоить его. Мы потеряли Сальково. Не состоялся и тот „контрудар с целью восстановить положение“, о котором говорил мне командарм».
Вышел приказ по 51-й армии: "Около 23 часов 16 сентября группа фашистов в 30 — 40 человек, не встретив наших частей, проникла в северную часть Арабатской Стрелки, откуда была выбита огнем артиллерии без всякого участия в бою пехоты.... ...События на Арабатской Стрелке выявили отсутствие твердого руководства и контроля со стороны командира дивизии генерал-майора Савинова, штаба той же дивизии, командиров полков, батальонов 276-й дивизии и показали преступную трусость в поведении командира 873-го стрелкового полка полковника Киладзе".
Далее в районе Чонгарского полуострова действий противник не предпринимал. Основными силами он развивал наступление на Перекоп и Армянск. Командование армии кадрово укрепляло 276-ю дивизию. Парторганизация Крыма послала несколько сотен коммунистов с целью повысить стойкость в обороне.
26 октября 1941 года оборона 51-й армии и подошедшей из Одессы Приморской армии в северном Крыму была окончательно прорвана. Части 51-й армии начали отступать в направлении Джанкой-Керченский полуостров, а Приморской армии на Севастополь. В ночь на 1 ноября противник занял Симферополь. 51-я армия с боями отходила на Феодосию и Керчь. Отход войск 9-го стрелкового корпуса на Керченский полуостров осуществлялся в тяжёлых условиях. На Керчь отступали остатки 156-й, 157-й и 271-й стрелковых дивизий. Они стойко сражались на Ишуньских позициях и там израсходовали почти все свои силы и боекомплект. Но к Керчи также отходили 2 относительно боеспособные дивизии: 106-я А. Н. Первушина и 276-я И. С. Савинова. Однако они действовали сами по себе, не управляемые командиром корпуса. На пути к Керченскому полуострову наши отходящие соединения пользовались каждым рубежом, за который можно было зацепиться, чтобы сдерживать немецкие дивизии. Далее дивизия отходила на Джанкой. В течение 30-31 октября 1941 года 106-я дивизия вместе с частями из 271-й и 276-й дивизий вела оборонительный бой на рубеже реки Салгир, юго-восточнее Джанкоя. Сообщение Совинформбюро: «Большую стойкость в борьбе с фашистами проявили бойцы, командиры и политработники части тов. Первушина».
На Ак-Монайские позиции наши соединения вышли ночью 4 ноября, понеся большие потери в личном составе, имея несколько снарядов на орудие и десяток-полтора патронов на винтовку. В течение двух дней они отбивали вражеские атаки. Из донесения за 6 ноября: "Группа Дашичева, имея ослабленный боевой состав, под натиском 5 пехотных дивизий, 2 кавбригад (румыны) вынуждена была оставить Акмонайские позиции и отойти на рубеж: Астабань (Камышенка), Карач (Куйбышево), Керлеут (Мошкарово), Копыл (60 километров западнее Керчи). После трехдневных боев немецкое командование подтянуло из резерва 170-ю пехотную дивизию 30-го армейского корпуса. По распоряжению Ставки начался отвод войск на Таманский полуостров. 16 ноября 1941 года, после арьергардных боев, 51-я армия оставила Керчь.

### В составе Крымского фронта
В декабре 1941 года дивизия в составе Северо-Кавказского военного округа дислоцировалась в районе Лабинская, Белореченская. Дивизия была фактически расформирована в декабре 1941 года, кроме управления. Её части пошли на доукомлектование 156-й и 157-й дивизий. Ввиду больших потерь из состава 276-й сд был сформирован сводный стрелковый полк под командованием полковника Н. А. Ульянова, который вошел в состав 156-й дивизии. Из прибывшего маршевого пополнения дивизия была сформирована фактически заново, кроме офицерского кадра.
15 февраля 1942 года Верховный Главнокомандующий приказал немедленно перебросить из Северо-Кавказского военного округа на усиление Крымского фронта 271-ю, 276-ю и 320-ю стрелковые дивизии. 2 марта начата переброска дивизии на Керченский полуостров, к 5 марта дивизия сосредоточилась в районе Чурабаш в резерве Крымского фронта. 21 апреля 1942 года было образовано Главное командование Северо-Кавказского направления во главе с Маршалом Советского Союза С. М. Буденным, которому были подчинены Крымский фронт, Севастопольский оборонительный район, Северо-Кавказский военный округ (позже фронт), Черноморский флот (вместе с Азовской военной флотилией). После неудач наступления Крымского фронта 28 апреля 1942 года С. М. Буденныйон прибыл в село Ленино на командный пункт Крымского фронта и сделал рекомендации по усилению обороны, её эшелонированию, созданию резервов, смене командных пунктов.
Дивизия после пополнения насчитывала 11208 человек и была самой сильной по составу из частей 44-й армии. Атака высоты 66,3 совместными силами 276-й сд и 39-й тбр не удалась. По плану в первом эшелоне шли КВ, а пехоту должна была следовать за одним Т-34 и 29 танками Т-60. Однако она была остановлена огнем и залегла. Когда туман рассеялся, огневое воздействие усилилось. Дивизия потеряла 527 человек убитыми, а всего 1515 человек.

### Керченская оборонительная операция
7—15 мая 1942 года началась операция 11-й армии вермахта против Крымского фронта РККА «Охо́та на дроф» (нем. Trappenjagd). В составе войск Крымского фронта оборонялась 44-я армия, имевшая 276-ю, 396-ю, 157-ю стрелковые и 63-ю гсд. Армия усиливалась тремя артполками, одним полком и отдельным дивизионом реактивной артиллерии. В связи с подготовкой к наступлению войск фронта армия и дивизии имели узкие полосы и небольшую глубину обороны. Оборонявшиеся в первом эшелоне армии 276-я сд и 63-я гсд усиливались соответственно 422-м и 961-м ап из соединений второго эшелона. Противотанковая оборона строилась штатными средствами дивизии. В 276-й сд было создано четыре, а в 63-й гсд два противотанковых опорных пункта. 766-й лап создавал противотанковый район на правом фланге армии. Основными недостатками противотанковой обороны были её небольшая глубина (2-3 км) и отсутствие противотанковых резервов в дивизиях и армии.
В 5.30 8 мая 1942 года после часовой артиллерийской подготовки при поддержке авиации противник перешёл в наступление. Удар наносился силами трёх пехотных и одной танковой дивизий в полосе 63-й гсд. Всего на этом направлении действовало до 150 танков 22-й танковой дивизии. Не выдержав мощного удара, части 63-й гсд начали отход. 276-я сд к исходу дня оставив Ак-монайские позиции отошла в район Арма-эли. 12 мая немцами был высажен парашютный десант на аэродром Марфовки, в тылу 44-й армии. Десант позволил начать борьбу за Татарский вал до выхода на его рубеж выдвигавшейся 156-й стрелковой дивизии. 13 мая оборона в центре Турецкого вала была прорвана. В ночь на 14 мая 1942 С. М. Будённый в 3.40 приказывает: «Начать отвод войск Крымского фронта на Таманский полуостров». Наступающие немецкие дивизии стремились обогнать отходящие в беспорядке части 44-й, 47-й и 51-й армий и ударами в направлении моря отрезать им пути отхода на восток.
До 2000 человек из состава дивизии вместе с её командиром и комиссаром были сосредоточены в станции Варениковской, где в конце мая 1942 года дивизия была расформирована, по документам 30 июля 1942.
Период нахождения дивизии в составе действующей армии: 20 августа 1941 - 5 декабря 1941, 4 марта 1942 - 20 мая 1942 .

## В составе[4]
| На дату                 | Фронт          | Армия      | Корпус                |
| 20.08.1941 — 05.12.1941 | Войска крыма   | 51-я армия | 9-й стрелковый корпус |
| 04.03.1942 — 01.04.1942 | Крымский фронт |            |                       |
| 01.04.1942 — 08.05.1942 | Крымский фронт | 44-я армия |                       |
| ----------------------- | -------------- | ---------- | --------------------- |

## Командование
Командиры дивизии:
- полковник Ульянов Николай Алексеевич (10.07.1941 — 05.11.1941), сводный полк 276-й сд в подчинении 156-й сд (06.11.1941- 25.12.1941).
- ВРИД ?, генерал-майор Савинов Иван Степанович (август 1941)
- полковник Пономарев Дмитрий Михайлович (26.12.1941 — 30.07.1942)
- ВРИД, полковник Аменев Алексей Фёдорович ( февраль 1942 - март 1942)
- полковник Севастьянов Иван Александрович (01.03.1942 — 30.09.1942) командовал также вторым формированием дивизии на Кавказе.

Военный комиссар:
Начальник штаба:
- полковник Юхимчук, Александр Харитонович (ноябрь 1941 — май 1942)[5]

Начальник артиллерии
- полковник Кирсанов, Александр Васильевич, с мая 1942

## Состав
Состав
- Управление дивизии,
- 871-й стрелковый полк, полковник Аменев Алексей Фёдорович
- 873-й стрелковый полк, полковник Киладзе Варлаам Николаевич, снят с должности за трусость 19.09.1941, впоследствии кавалер нескольких орденов, Иванов Георгий Денисович 26.02.1942 - 28.05.1942
- 876-й стрелковый полк, подполковник Трушин Иван Спиридонович
- 852-й артиллерийский полк,
- 353-й оиптд,
- 180 зенбатр (677 озад),
- 674-й минд,
- 372-я разведрота,
- 568-й сапб,
- 748 обс (255 орс),
- 316-й медсанбат,
- 381-я орхз,
- 325-я (743)-я атр,
- 499 (427) пхп,
- 323 (668)-й двл,
- 2145 (963)-я ппс,
- 590 (847) пкг